# Ȋ

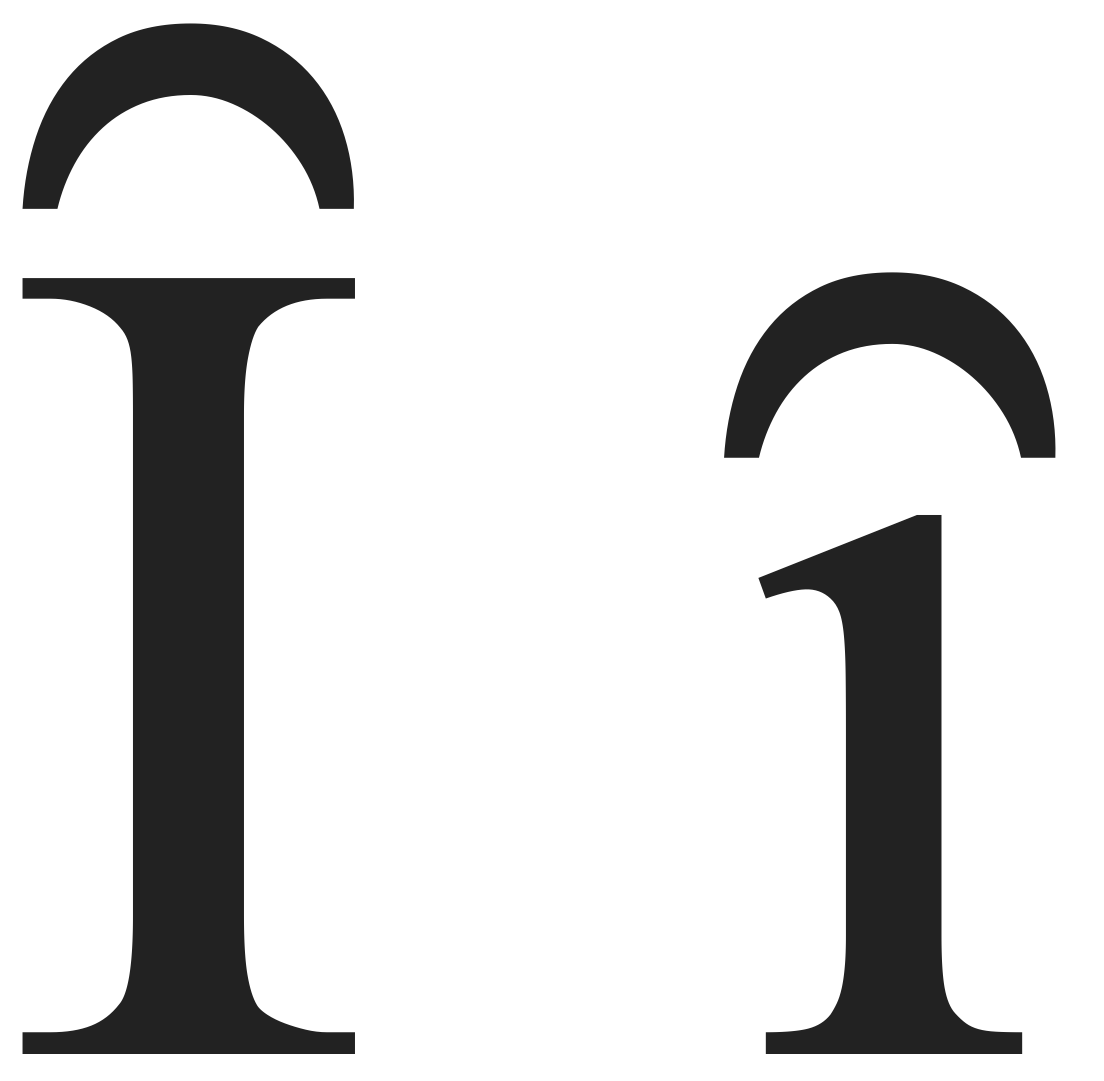
Ȋ و ȋ

Ȋ و ȋ یکی از حروف خط لاتین است که حاصل افزودن یک بریو وارونه به حرف I لاتین است. از این حرف در هیچ خطی استفاده نشده و نمی‌شود ولی از آن در واج‌شناسی صربی‌کرواتی برای نشان دادن کشیدن لهجه روی i در هنگامی که هسته هجا است استفاده می‌شود.